# Église San Bernardo alle Terme
L‘église San Bernardo alle Terme (en français : église Saint-Bernard-des-Thermes) est une église romaine située dans le rione de Castro Pretorio sur la via Torino, qui fait partie de l'ensemble antique des thermes de Dioclétien. Elle est dédiée au moine Bernard de Clairvaux.

## Historique
L'église fut construite en 1598 à la suite de la restructuration du sphaeristerium (en), bâtiment consacré aux jeux de balle, des thermes de Dioclétien. Elle est dès l'origine allouée aux Feuillants de l'ordre cistercien et dédiée à son fondateur Bernard de Clairvaux.
Le 19 mai 1670, le pape Clément X crée le titre cardinalice San Bernardo alle Terme rattaché à l'église.

## Architecture et décorations
L'architecture particulière de cette église est similaire à celle du Panthéon de Rome avec une grande salle circulaire de 22 mètres de diamètre, surmontée d'une coupole à caissons octogonaux percée d'un oculus, et flanquée de nombreuses niches périphériques accueillant huit statues de Camillo Mariani, chef-d'œuvre de l'artiste, réalisées entre 1600 et 1603. L'église possède aussi une peinture intitulée Vision de saint Bernard (1705) de Giovanni Odazzi. La chapelle de San Francesco est adjointe à l'église et abrite une statue du saint par Giacomo Antonio Fancelli.
Le peintre allemand Johann Friedrich Overbeck est enterré dans l'église depuis 1869.

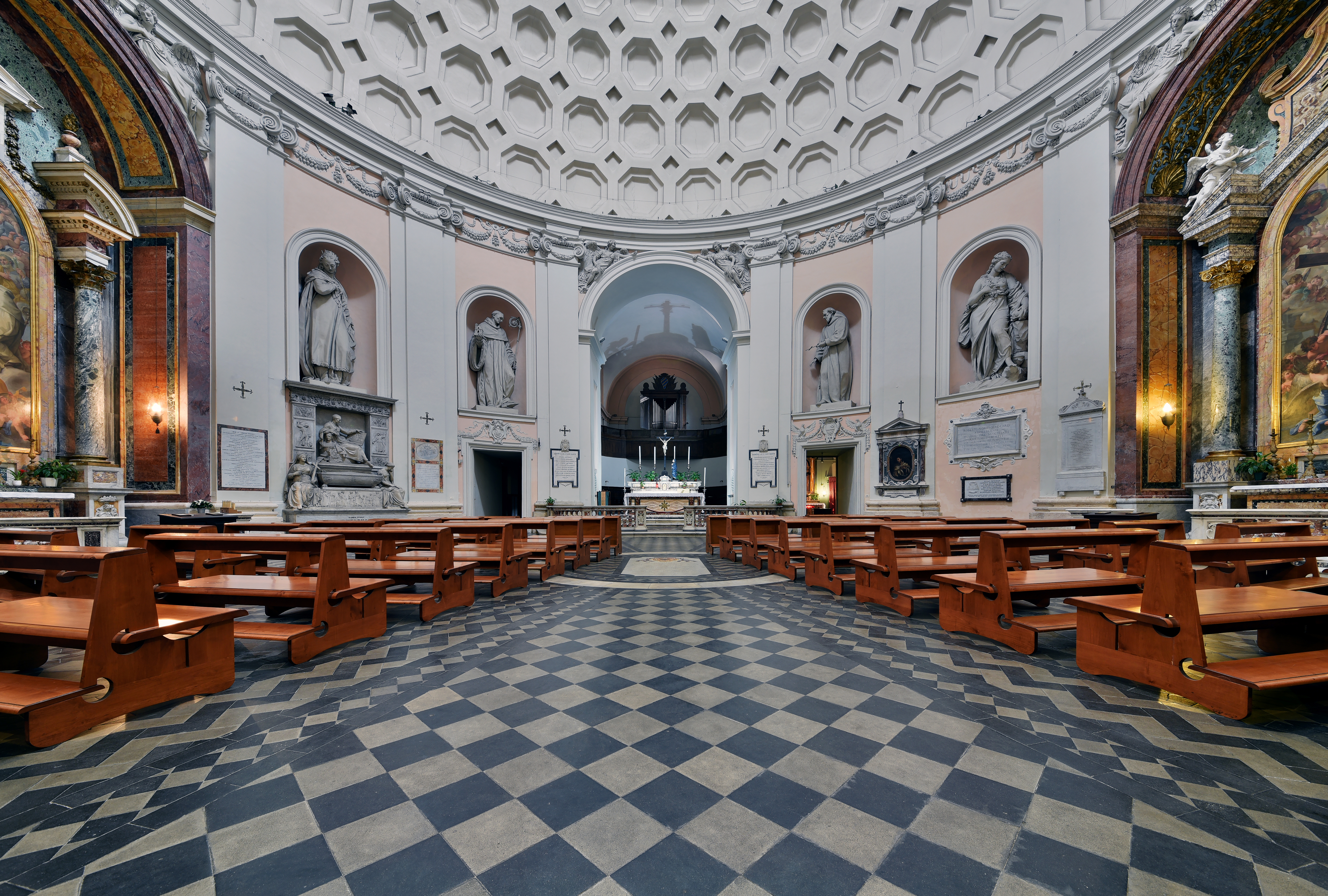
Vue de l'intérieur
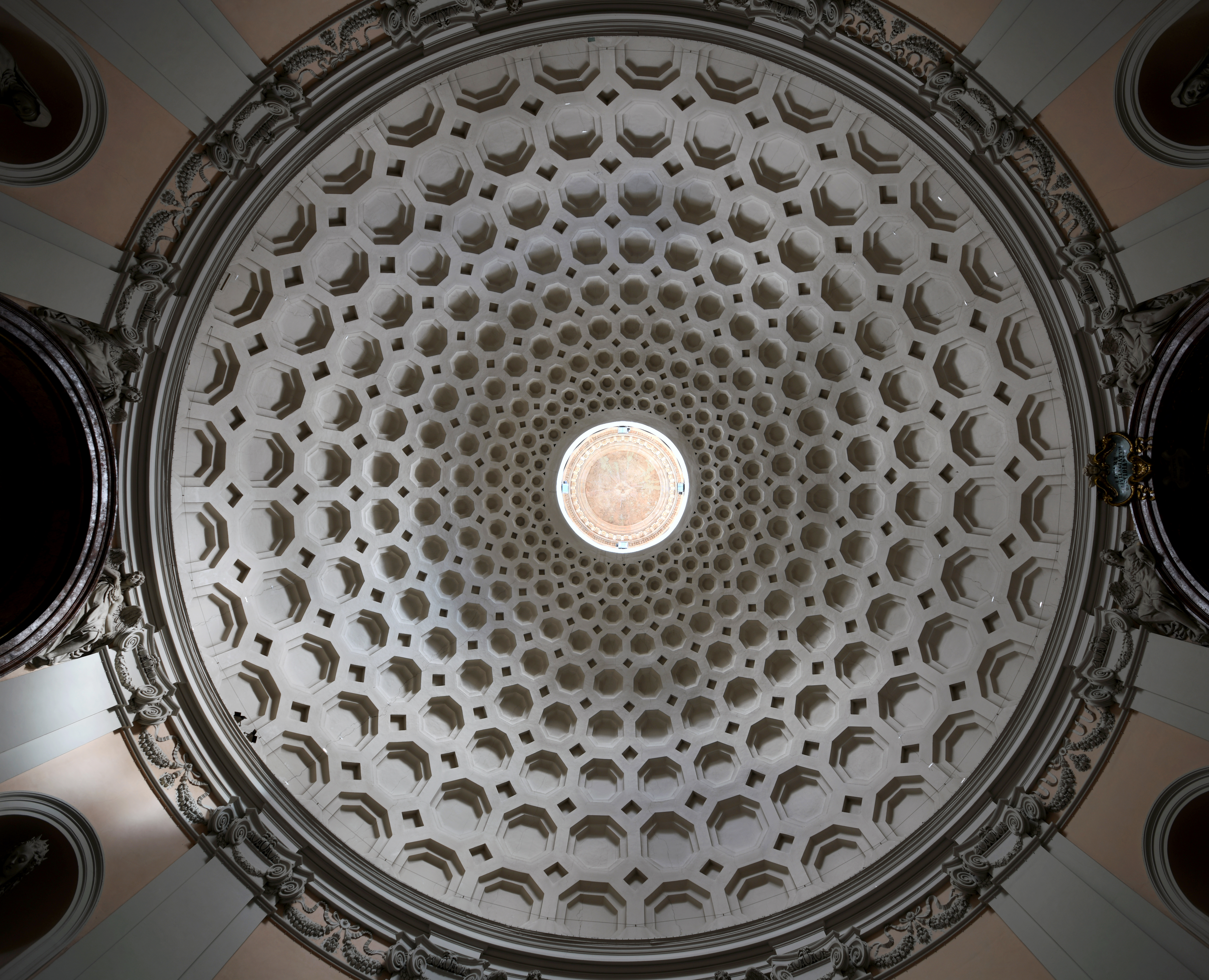
La coupole à caissons octogonaux et l'oculus de l'église.